# Vogelgrippe H7N9
Vogelgrippe H7N9 ist die eine Viruserkrankung der Vögel und eine Form der Geflügelpest, hervorgerufen durch das Influenza-A-Virus H7N9 (auch A/H7N9), das heißt durch einen Subtyp des Influenzavirus, der insbesondere bei Hühnervögeln vorkommt. Eine niedrigpathogene, reassortierte Variante des Virus führte – vermutlich erstmals im Februar 2013 – in der Volksrepublik China zu Infektionen beim Menschen; seit 2017 sind aus China auch hochpathogene Varianten bekannt. In Einzelfällen sind die Viren in den vergangenen Jahren auch auf Säugetiere und auf Menschen übertragen worden, die Erkrankung ist also eine Zoonose.

## Beschreibung des Virus
Das Influenza-A-Virus H7N9 galt bei Hühnervögeln zunächst als ungefährlich (LPAI), da es bei diesen keine Krankheitssymptome verursachte. Durch diese apathogene Eigenschaft bei Hühnervögeln konnte es sich unbemerkt in diesen Populationen ausbreiten. Im Januar 2017 wurden jedoch erstmals genetische Veränderungen nachgewiesen (bei drei erkrankten Erwachsenen in China), die von der Weltgesundheitsorganisation als hoch pathogen (HPAI) klassifiziert wurden, ohne dass hieraus jedoch ein erhöhtes Risiko für eine Mensch-zu-Mensch-Übertragung abgeleitet wurde.
Das Friedrich-Loeffler-Institut erläuterte am 8. April 2013 auf seiner Website: „Genetische Untersuchungen deuten darauf hin, dass es sich um eine bisher nicht bekannte Variante handelt, die aus einem aviären Reservoir stammt und Gensegmente dreier unterschiedlicher aviärer ‚Elternviren‘ trägt. Von den 8 Gensegmenten stammen 6 offenbar vom Subtyp H9N2, die für H7 und N9 kodierenden Gensegmente von unterschiedlichen anderen Vogelviren.“ Die als PB2, PB1 und PA bezeichneten Merkmale weisen die größte Nähe zu der 2012 bei Bergfinken isolierten Virusvariante A/brambling/Beijing/16/2012(H9N2) auf. Bis zum Beginn des Infektionsgeschehens an der chinesischen Ostküste waren nur 25 Datensätze zu A/H7N9 in der GenBank hinterlegt. Die Pathogenität von A/H7N9 für den Menschen wird insbesondere durch eine Punktmutation bewirkt, die im Jahr 2000 im Subtyp A/H9N2 entstand und von diesem übernommen wurde.
Eine genetische Studie an Viren von vier schwer kranken Patienten aus Zhejiang sowie Geflügel lokaler Frischfleischmärkte stellte im Juni 2013 fast identische H7 bzw. N9 kodierende Gensegmente bei von einem Huhn und einem Patienten isolierten Viren fest. Das für H7 kodierende Gensegment war nahezu identisch mit A/H7N3-Viren aus Hausenten, die man 2011 in Zhejiang untersucht hatte; das für N9 kodierende Gensegment stand A/H7N9-Viren nahe, die man in Südkorea aus Vögeln isoliert hatte. Eine als PB2 Asp701Asn bezeichnete Mutation des für H7 kodierenden Gensegments wurde als Anpassung an den Patienten während der Erkrankung interpretiert. Im August 2013 wurde in einer weiteren Studie bestätigt, dass Gene aus H7-Viren, die in mindestens zwei Fällen von Enten auf Hühner übergegangen waren, sowie Gene eines H9N2-Virus im Wege der Reassortierung zur Bildung des H7N9-Virus beitrugen.
Aus einem Vergleich von H7N9-Virusproben mit Virusmaterial von einem H7N7-Ausbruch in den Niederlanden im Jahr 2003 und einer H7N1-Epidemie in Italien (1999–2000) wurde 2013 abgeleitet, dass die H7N9-Viren vor ihrer erstmaligen Entdeckung sich bereits weiträumig verbreitet hatten, da sie eine Vielzahl an genetischen Veränderungen gegenüber den älteren H7-Varianten aufweisen. 2015 wurde dann nachgewiesen, dass sich innerhalb Chinas bereits mehrere Virus-Linien mit Reassortierungs-Varianten gebildet haben.

## Krankheitsverlauf/Symptome beim Menschen
Die meisten mit A/H7N9 Infizierten entwickeln hohes Fieber, Husten, Kurzatmigkeit und eine unbehandelt rasch fortschreitende, schwere Lungenentzündung, weswegen häufig Intensivpflege geboten ist. Zu den auftretenden Komplikationen gehören das Acute Respiratory Distress Syndrome (ARDS), septischer Schock und Multiorganversagen. Besonders schwere Krankheitsverläufe wurden bei Schwangeren, bei alten Menschen und bei Erkrankten mit zusätzlich vorhandenen chronischen Erkrankungen beobachtet.

## Verlauf des Ausbruchs in der Volksrepublik China seit 2013

### Erste Infektionen beim Menschen
Erstmals wurden Menschen im Februar 2013 nach Kontakt mit Geflügel mit dem Virus A/H7N9 infiziert, und zwar zunächst zwei Männer in Shanghai. Weitere Fälle wurden Anfang März aus den benachbarten ostchinesischen Provinzen Anhui und Zhejiang sowie aus der Provinz Jiangsu bekannt. Ab Mitte April 2013 wurden auch andernorts in China Infektionen bekannt, zunächst im Norden in Peking und in der Provinz Henan in Zentralchina, Ende April dann auch aus den ostchinesischen Provinzen Fujian, Shandong und Jiangxi sowie aus Hunan im östlichen Landesinneren. Nachdem im Januar 2014 erste Erkrankungen aus dem südchinesischen Autonomen Gebiet Guangxi gemeldet wurden, wuchs im angrenzenden Vietnam die Sorge, die Epidemie könne aufgrund des grenzüberschreitenden Tierhandels auf das Nachbarland übergreifen.
Am 3. April 2013 wurden drei Todesfälle bestätigt, darunter ein Mann, der bereits am 4. März verstorben war. In Shanghai wurden Anfang April Tauben gefunden, die das Virus in sich trugen und kurz darauf auch Hühner. Vorbeugend wurden dort umgehend 98.000 Hühner, Enten, Gänse und Tauben getötet; ferner wurden bei den seit dem 10. März 2013 im Fluss Huangpu Jiang treibenden, rund 20.000 toten Schweinen Gewebeproben entnommen, in denen allerdings keine A/H7N9-Viren nachgewiesen werden konnten.
Am 6. April 2013 waren nach offiziellen Angaben 18 Menschen in Ostchina infiziert, sechs davon waren an den Folgen der Infektion verstorben; einen Monat später, am 7. Mai 2013, betrug die Zahl der registrierten Infizierten 130, von denen 31 verstorben waren; bis Ende Mai 2013 erhöhte sich die Zahl der Infizierten auf 132 Personen, von denen 37 verstorben waren. Danach wurden bis Mitte August 2013 nur drei weitere Neuerkrankungen bekannt, was laut WHO-Sprecher Keiji Fukuda als Folge des wärmeren Witterung und der damit verbundenen schlechteren Übertragbarkeit von Viren interpretiert wurde.
Ab Oktober 2013 wurden aus mehreren Provinzen der VR China weitere Infizierte bekannt, Mitte Dezember 2013 betrug deren Anzahl 143 Personen, von denen 45 verstorben waren. Bis Mitte Juli 2015 stieg die Anzahl der registrierten Infizierten auf 677, von denen mindestens 275 verstorben waren. In den folgenden Sommermonaten wurden erneut nur wenige weitere Erkrankungen bekannt. Bis zum 9. Mai 2016 stieg die Zahl der registrierten Infizierten jedoch auf 770 an, von denen 306 verstorben waren.

### Infektionsgeschehen ab 2017
Im Winterhalbjahr 2016/17 erhöhte sich die Anzahl der Infizierten besonders stark: Bis Mitte Februar 2017 wurden insgesamt 1223 Erkrankte registriert, von denen 380 verstorben waren; allein zwischen dem 17. Januar und dem 14. Februar hatte es in China 305 neue Erkrankungen gegeben, mindestens 79 Erkrankte starben im Januar 2017 an den Folgen der Infektion.
Im März 2017 wurde A/H7N9 erstmals in den USA nachgewiesen; im Rahmen von Routinekontrollen in einem Geflügelzuchtbetrieb in Tennessee wurde eine LPAI-Variante entdeckt, was zur Tötung von 16.500 Masthähnchen führte.
Am 15. Juni 2017 waren der WHO insgesamt 1533 bestätigte Infizierte bekannt, von denen mindestens 592 Personen verstorben waren, am 27. September 2017 berichtete die WHO über 1564 bestätigte Infizierte, von denen laut China National Health and Family Planning Commission 612 Personen verstorben waren. Bis zum 28. Mai 2018 erhöhte sich die der WHO bekannte Fallzahl geringfügig auf 1567, davon 615 Todesfälle, und bis zum 2. März 2022 auf 1568 Erkrankungen und 616 Todesfälle.

## Übertragungswege
Die genauen Umstände, die zur Infektion mit dem Virus führen, gelten als ungeklärt; nicht alle Erkrankten hatten zuvor unmittelbaren Kontakt mit Geflügel. Als besonders leicht infizierbar erwiesen sich in Laborexperimenten Hühner und Wachteln. Ungeklärt ist weiterhin, wie viele Menschen das A/H7N9-Virus in sich tragen, ohne Krankheitssymptome zu zeigen.
Hinweise auf „anhaltende“ (sustained) Virus-Übertragungen von Mensch zu Mensch lagen der Weltgesundheitsorganisation laut ihren offiziellen Stellungnahmen nicht vor (Stand: 20. Februar 2017). Bekannt geworden war jedoch bereits am 17. April 2013 eine Familie mit mehreren Erkrankten; am gleichen Tag hatte ein WHO-Sprecher daher eingeräumt, möglicherweise sei es in „seltenen Ausnahmen“ (rare exceptions) doch zu einer solchen Infektionskette gekommen. Anfang August 2013 wurde dann der Fall einer 32-jährigen Frau aus Wuxi bekannt, die sich bereits im März „höchstwahrscheinlich“ („probable“) bei ihrem Vater angesteckt hatte; beide verstarben an Multiorganversagen. Bei 43 Personen, die Kontakt mit den beiden Erkrankten hatten, wurden keine Hinweise auf eine Infektion mit A/H7N9 gefunden. Zwei weitere Mensch-zu-Mensch-Übertragungen ereigneten sich vermutlich 2015 in einem chinesischen Krankenhaus, wo zwei Ärzte von einem Patienten angesteckt wurden.
In mehreren Tierexperimenten mit Frettchen, deren Immunsystem ähnlich wie das des Menschen auf Influenza-Viren reagiert, erwies sich das H7N9-Isolat A/Shanghai/2/2013 (SH2) als über die Luft von einem Tier zum anderen übertragbar; die Forscher leiteten daraus ab, dass „unter geeigneten Bedingungen“ auch eine Mensch-zu-Mensch-Übertragung möglich sei. Während eine dieser Studien ergab, dass Viren, die in ausgeatmeten Flüssigkeitströpfchen übertragen wurden, bislang nicht besonders effektiv in neue Wirtszellen eindringen können, ergab eine andere Studie, dass die so verbreiteten Viren sehr „leicht übertragbar“ („highly transmissible“) waren.
Andererseits gingen von den bei Vögeln viel häufiger auftretenden Grippeviren wie H4, H5, H6 oder H7 bisher keine Grippeepidemien bei Menschen aus; diese waren immer durch H1, H2 und H3 bedingt, die wiederum viel seltener bei Vögeln auftreten. Zudem ist die Übertragungsrate derzeit sehr niedrig, weil das H7N9-Virus bislang noch eine stark ausgeprägte Anpassung an aviäre Rezeptoren aufweist und die umlaufenden Virusvarianten – entgegen den In-vitro-Befunden – bislang zumeist nur in den oberen Atemwegen an Rezeptoren des Menschen binden, nicht aber in der Lunge. Auch sind die bisherigen nachvollziehbaren Grippeepidemien nicht auf eine direkte Virusübertragung von Geflügeltieren entstanden, sondern durch genetische Variationen der bekannten und beim Menschen vorbestehenden Virustypen.
Auf regionaler Ebene wurde 2020 für China berechnet, dass die Verbreitung von aviären Influenzaviren auch entlang der Handelswege von Geflügel erfolgt.

## Anzeigepflichtige Tierseuche
Wie alle anderen durch Influenzaviren verursachten Geflügelkrankheiten („Geflügelpest“) ist in Deutschland die Erkrankung eine anzeigepflichtige Tierseuche (§ 1 Nr. 11 der Verordnung über anzeigepflichtige Tierseuchen).

## Meldepflicht beim Menschen
In Deutschland ist eine „zoonotische Influenza“ eine meldepflichtige Krankheit nach § 6 Absatz 1 des Infektionsschutzgesetzes. Die namentliche Meldepflicht besteht bei Verdacht, Erkrankung und Tod. Meldepflichtig ist die zoonotische Influenza nach dem Recht Deutschlands durch das Masernschutzgesetz seit dem 1. März 2020.
In Österreich sind „Infektionen mit dem Influenzavirus A/H5N1 oder einem anderen Vogelgrippevirus“ anzeigepflichtige Krankheiten gemäß § 1 Abs. 1 Epidemiegesetz 1950. Die Meldepflicht bezieht sich auf Verdachts-, Erkrankungs- und Todesfälle.
In der Schweiz ist eine „Influenza A HxNy (neuer Subtyp)“ eine meldepflichtige Krankheit und zwar nach dem Epidemiengesetz (EpG) in Verbindung mit der Epidemienverordnung und Anhang 1 der Verordnung des EDI über die Meldung von Beobachtungen übertragbarer Krankheiten des Menschen. Die Pflicht besteht bei klinischem Verdacht und erstreckt sich auch auf die Rücksprache mit Fachärztin oder Facharzt für Infektiologie und die Veranlassung einer erregerspezifischen Labordiagnostik.

## Risikolage
Die Pathogenität beim Menschen ist aufgrund fehlender Daten zum Kontagionsindex, also wie viele der infizierten Personen auch erkranken, noch unbekannt.
Die Weltgesundheitsorganisation (WHO) empfiehlt bislang (Stand: 20. Februar 2017) weder spezielle Einreisekontrollen noch Reisebeschränkungen, warnt Reisende aber vor dem Besuch von Geflügelhaltungen und Geflügelmärkten in China.
„Um eine Verbreitung der Epidemie ins Ausland zu verhindern“ wurde bereits Ende Januar 2014 von den chinesischen Gesundheitsbehörden angeordnet, dass an den chinesischen Flughäfen alle Ausreisenden „die grippenähnliche Symptome wie Fieber, Husten und Atemschwierigkeiten haben, genauer geprüft und bei Verdacht auf H7N9 rechtzeitig isoliert werden.“
Der erste Erkrankte außerhalb der Volksrepublik China wurde am 24. April 2013 aus Taiwan bekannt; der Mann hatte sich zuvor in Suzhou, VR China, aufgehalten. Daraufhin kündigten mehrere asiatische Staaten an, einreisende Personen auf Flughäfen zum Beispiel mit Hilfe von Wärmebildkameras auf fiebrige Erkrankungen zu überprüfen. Bei einer im Februar 2014 in Malaysia diagnostizierten Erkrankung handelte es sich um eine Reisende aus China, die bereits vor Antritt ihrer Reise gegen Fieber und Husten behandelt worden war.
Laut Thomas Mettenleiter, dem Präsidenten des Friedrich-Loeffler-Instituts, ist das Risiko einer Ausbreitung der H7N9-Viren über China hinaus vergleichbar mit dem bei der Vogelgrippe H5N1 im Jahr 2004. Allerdings scheint das Influenza-A-Virus H7N9 leichter von Geflügel auf den Menschen überzugehen als das Influenza-A-Virus H5N1; A/H7N9 wurde daher von WHO-Sprecher Keiji Fukuda am 24. April 2013 als eines der „most lethal influenza viruses we have seen so far“ bezeichnet, als „eines der tödlichsten Influenzaviren, das wir bisher gesehen haben“. Da das Virus bislang nicht unter Menschen zirkulierte, sei zu erwarten, dass Menschen aller Altersgruppen und weltweit für A/H7N9 anfällig seien. Experimente mit ex-vivo-Material aus menschlichem Luftröhren- und Lungen-Gewebe ergaben, dass die Viren insbesondere die Epithelzellen der unteren Atemwege sowie Typ-II-Pneumozyten befallen und dass die üblichen saisonalen Influenza-Impfstoffe keinen Schutz gegen die Viren bieten.
Das Ministerium für Ernährung, Ländlichen Raum und Verbraucherschutz Baden-Württemberg hat 2023 die bereits geltenden Biosicherheitsmaßnahmen für Geflügelhaltungen mit mehr als 1.000 Tieren auch für kleinere Haltungen landesweit angeordnet. Ziel ist der Schutz des Geflügels vor einer Ansteckung mit der Geflügelpest. In Baden-Württemberg gab es seit Anfang des Jahres elf Nachweise der Geflügelpest bei Wildvögeln. Deutschlandweit kam es seit September 2021 insgesamt zu mehr als 1900 Geflügelpestausbrüchen. Das Friedrich-Löffler-Institut (FLI) hat in seiner Risikobewertung das Eintragsrisiko ausgehend von Wildvögeln in die Geflügelhaltungen bundesweit als hoch eingestuft und empfiehlt Biosicherheitsmaßnahmen konsequent einzuhalten.

## Arzneimittel-Entwicklung
Ein wirksamer und erprobter Influenzaimpfstoff gegen A/H7N9 ist bisher kommerziell nicht verfügbar (Stand: März 2017), jedoch werden bereits seit 2014 mehrere „candidate vaccines“ (potentiell wirksame Impfstoffe) in klinischen Studien erprobt. Bereits im April 2013 waren zwecks Impfstoffentwicklung Virus-Proben an Fachlaboratorien außerhalb Chinas abgegeben worden, um den RNA-Code zu charakterisieren, und am 2. Mai 2013 hatte die WHO auch die Bereitstellung von Virus-Proben für Impfstoff-Hersteller angekündigt. Ersten Befunden zufolge scheint A/H7N9 eine deutlich schwächere Immunreaktion hervorzurufen als die meisten anderen Influenza-Viren. Dies erhöhe zum einen das Risiko, dass sich die Viren auch ohne erkennbare Krankheitssymptome verbreiten; zum anderen benötige man im Vergleich mit anderen Influenza-Viren sehr viel mehr „Saatviren“ für die Produktion von Impfstoffen gegen A/H7N9.
Mitte April 2013 hatte die U.S. Food and Drug Administration (FDA) bekannt gegeben, dass die A/H7N9-Viren ein „erhebliches Potential für eine Gefährdung des Gesundheitswesens“ besitzen; die Behörde hatte daher im Rahmen einer „Notfall-Erlaubnis“ gestattet, dass Virus-Nachweisverfahren (Test-Kits) auch dann schon verwendet werden dürfen, wenn das übliche Genehmigungsverfahren durch die FDA noch nicht abgeschlossen ist.
Anfang August 2013 forderte eine Gruppe von Virologen um den niederländischen Forscher Ron Fouchier, das A/H7N9-Virus im Labor so zu verändern, dass es von Mensch zu Mensch übertragen werden könnte; so könne besser abgeschätzt werden, welche Mutationen zu einer Pandemie führen würden. Vergleichbare, unter Forschern und in der Öffentlichkeit umstrittene Experimente hatte es zuvor auch mit dem Influenza-A-Virus H5N1 gegeben. Die Forderung der Virologen stieß bei anderen Fachleuten teils auf Zustimmung, teils auf Ablehnung. Das U.S. Department of Health and Human Services kündigte an, eine Risikoabschätzung vorzunehmen.
Die antivirale Substanz Amantadin ist gegen A/H7N9 – wenn überhaupt – nur eingeschränkt wirksam, da sie in der Geflügelhaltung in China massiv eingesetzt wurde und sich daher resistente Influenza-Stämme gebildet haben; in einem Infektionsfall beim Menschen erwies sich zudem Tamiflu als unwirksam gegen A/H7N9.
Einer 2017 publizierten Studie zufolge erwiesen sich alle getesteten H7N9-Stämme anfällig für den Inhibitor einer viralen RNA-Polymerase namens „Favipiravir“ (auch: „T-705“), der daher als mögliche antivirale Option im Falle einer Infektion in Betracht gezogen werden könnte.

## Belege
1. ↑  ICTV Master Species List 2018b.v2. MSL #34, März 2019
2. 1 2  ICTV: ICTV Taxonomy history: Akabane orthobunyavirus, EC 51, Berlin, Germany, July 2019; Email ratification March 2020 (MSL #35)
3. ↑  Die für englischsprachige Fachveröffentlichungen vorgeschlagene Bezeichnung lautet: avian influenza A(H7N9) virus. Quelle: Standardization of the influenza A(H7N9) virus terminology. (PDF; 93 kB) Mitteilung der Weltgesundheitsorganisation (WHO) vom 17. April 2013.
4. ↑  Jianzhong Shi et al.: Rapid Evolution of H7N9 Highly Pathogenic Viruses that Emerged in China in 2017. In: Cell Host & Microbe. Online-Publikation vom 27. September 2018, doi:10.1016/j.chom.2018.08.006
5. ↑  K. Bertran et al.: Pathogenesis and transmissibility of highly (H7N1) and low (H7N9) pathogenic avian influenza virus infection in red-legged partridge (Alectoris rufa). In: Vet Res. 2011 Feb 7;42(1):24. doi:10.1186/1297-9716-42-24, PMID 21314907.
6. ↑  Human infection with avian influenza A(H7N9) virus – China. (Memento vom 27. Februar 2017 im Internet Archive). Im Original publiziert auf who.int vom 27. Februar 2017.
7. ↑  Highly pathogenic A(H7N9) virus mutation does not change risk to humans, concludes update rapid risk assessment. (Memento vom 17. März 2017 im Internet Archive). Im Original publiziert auf ecdc.europa.eu vom 10. März 2017.
8. ↑  Jian Zhong Shi et al.: Isolation and characterization of H7N9 viruses from live poultry markets — Implication of the source of current H7N9 infection in humans. In: Chinese Science Bulletin. April 2013, doi:10.1007/s11434-013-5873-4.
9. ↑  Aviäre Influenza des Subtyps H7N9. Infektionen mit Aviärem Influenzavirus H7N9 bei Menschen in China. (Memento vom 17. Juli 2015 im Internet Archive) Quelle: Friedrich-Loeffler-Institut, 8. April 2013.
10. ↑  Marc Van Ranst, Philippe Lemey: Genesis of avian-origin H7N9 influenza A viruses. In: The Lancet. Band 381, Nr. 9881, 2013, S. 1883–1885, doi:10.1016/S0140-6736(13)60959-9.
11. ↑  Rongbao Gao et al.: Human Infection with a Novel Avian-Origin Influenza A (H7N9) Virus. In: New England Journal of Medicine. Band 368, 2013, S. 1888–1897, doi:10.1056/NEJMoa1304459.
12. ↑  Xiaofeng Huang et al.: An NS-segment exonic splicing enhancer regulates influenza A virus replication in mammalian cells. In: Nature Communications. Band 8, Artikel Nr. 14751, 2017, doi:10.1038/ncomms14751.
13. ↑  Yu Chen et al.: Human infections with the emerging avian influenza A H7N9 virus from wet market poultry: clinical analysis and characterisation of viral genome. In: The Lancet. Band 381, Nr. 9881, 2013, S. 1916–1925, doi:10.1016/S0140-6736(13)60903-4
14. ↑  Li Jun et al.: Environmental connections of novel avian-origin H7N9 influenza virus infection and virus adaptation to the human. In: Science China – Life Sciences. Band 56, Nr. 6, 2013, S. 485–492, doi:10.1007/s11427-013-4491-3.
15. ↑  Tommy Tsan-Yuk Lam: The genesis and source of the H7N9 influenza viruses causing human infections in China. In: Nature. Band 502, Nr. 7470, 2013, S. 241–244, doi:10.1038/nature12515.
16. ↑  Marcel Jonges et al.: Guiding outbreak management by the use of influenza A(H7Nx) virus sequence analysis. In: Eurosurveillance. Band 18, Nr. 16, 2013, pii=20460, Volltext.
17. ↑  Tommy Tsan-Yuk Lam et al.: Dissemination, divergence and establishment of H7N9 influenza viruses in China. In: Nature. Band 522, 2015, S. 102–105, doi:10.1038/nature14348.
18. ↑  Flu genomes trace H7N9's evolution and spread in China. Auf: nature.com vom 11. März 2015.
19. ↑  Analysis of recent scientific information on avian influenza A(H7N9) virus. (Memento vom 22. Februar 2017 im Internet Archive). Im Original publiziert auf who.int vom 10. Februar 2017.
20. ↑  T. Kageyama et al.: Genetic analysis of novel avian A(H7N9) influenza viruses isolated from patients in China, February to April 2013. In: Eurosurveillance. Band 18, Nr. 15, 2013, Volltext.
21. ↑  H7N9 avian influenza human infections in China. (Memento vom 4. April 2013 im Internet Archive). Im Original publiziert auf who.int vom 1. April 2013.
22. ↑  Neuer Vogelgrippe-Typ ruft WHO auf den Plan. In: Süddeutsche Zeitung vom 2. April 2013.
23. ↑  Man dies of H7N9 bird flu in China, third fatality from lesser-known strain. (Memento vom 4. April 2013 im Internet Archive). Im Original publiziert auf straitstimes.com vom 3. April 2013.
24. ↑  H7N9 bird flu poised to spread. Cases reported in new regions of China. Auf: nature.com vom 15. April 2013.
25. ↑  Human infection with avian influenza A(H7N9) virus in China – update. (Memento vom 21. April 2013 im Internet Archive). Im Original publiziert auf who.int vom 18. April 2013.
26. 1 2   Human infection with avian influenza A(H7N9) virus – update. (Memento vom 1. Mai 2013 im Internet Archive). Im Original publiziert auf who.int vom 29. April 2013.
27. ↑  Vietnam on high alert over flu risk. H7N9 avian influenza may spread from China for first time. Auf: nature.com vom 26. Februar 2014, doi:10.1038/506415a.
28. ↑  Third death from H7N9 bird flu. The Guardian, abgerufen am 4. April 2013.
29. ↑  China reports nine bird flu cases amid allegations of cover up on social media. The Guardian, abgerufen am 4. April 2013.
30. ↑  Low pathogenic avian influenza (poultry), China (People's Rep. of). (Memento vom 2. Februar 2014 im Internet Archive). Im Original publiziert auf oie.int vom 4. April 2013.
31. ↑  H7N9-Virus: Neue Grippe-Todesfälle – China keult Geflügel. Auf: spiegel.de vom 5. April 2013.
32. ↑  Low pathogenic avian influenza (poultry), China (People's Rep. of). Follow-up report No. 3. (Memento vom 16. Juli 2015 im Internet Archive). Im Original publiziert auf oie.int vom 16. April 2013.
33. ↑  Jon Cohen: New Flu Virus in China Worries and Confuses. In: Science. Band 340, Nr. 6129, 2013, S. 129–130, doi:10.1126/science.340.6129.129.
34. ↑  Human infection with influenza A(H7N9) virus in China – update. (Memento vom 9. April 2013 im Internet Archive). Im Original publiziert auf who.int vom 6. April 2013.
35. ↑  Human infection with avian influenza A(H7N9) virus – update. (Memento vom 8. Juni 2013 im Internet Archive). Im Original publiziert auf who.int vom 7. Mai 2013.
36. ↑  Human infection with avian influenza A(H7N9) virus – update. (Memento vom 7. Juni 2013 im Internet Archive). Im Original publiziert auf who.int vom 29. Mai 2013.
37. ↑  Human infection with avian influenza A(H7N9) virus – update. (Memento vom 13. August 2013 im Internet Archive). Im Original publiziert auf who.int vom 11. August 2013.
38. ↑  Debora MacKenzie: Evolving bird flu could close markets. In: New Scientist. Band 218, Nr. 2919, 2013, S. 10.
39. ↑  Human infection with avian influenza A(H7N9) virus – update. (Memento vom 12. November 2013 im Internet Archive). Im Original publiziert auf who.int vom 6. November 2013.
 Human infection with avian influenza A(H7N9) virus – update. (Memento vom 15. Dezember 2013 im Internet Archive). Im Original publiziert auf who.int vom 10. Dezember 2013.
40. ↑  Influenza at the human-animal interface. Summary and assessment as of 17 July 2015. Auf: who.int vom 17. Juli 2015.
41. ↑  Situation updates – Avian influenza. (Memento vom 8. Januar 2016 im Internet Archive). Im Original publiziert auf who.int 4. Januar 2016.
42. ↑  Situation updates – Avian influenza (Memento vom 8. Februar 2022 im Internet Archive). Im Original publiziert auf who.int vom 17. November 2020.
43. ↑  Influenza at the human-animal interface. Summary and assessment, 5 April to 9 May 2016. (PDF) Auf: who.int vom 9. Mai 2016.
44. ↑  Influenza at the human-animal interface. Summary and assessment, 17 January to 14 February 2017. Auf: who.int vom 14. Februar 2017.
45. ↑  Spread of H7N9 Bird Flu Worries Officials in China. Auf: nbcnews.com vom 15. Februar 2017.
46. ↑  OIE: Immediate notification report. REF OIE 23189, Report Date: 10/03/2017, Country: United States of America (Memento vom 12. März 2017 im Internet Archive) vom 10. März 2017.
47. ↑  Influenza at the human-animal interface. Summary and assessment, 17 May 2017 to 15 June 2017. Auf: who.int vom 15. Juni 2017.
48. ↑  Influenza at the human-animal interface. Summary and assessment, 25 July 2017 to 27 September 2017. Auf: who.int vom 27. September 2017
49. ↑  Influenza at the human-animal interface. Auf: who.int vom 3. März 2018.
50. ↑  H7N9 situation update – 02 March 2022. (Memento vom 13. März 2022 im Internet Archive). Im Original publiziert auf fao.org vom 2. März 2022.
51. ↑  vergl. auch: More H7N9 Infections Reported. In: Science. Band 340, Nr. 6130, 2013, S. 254, doi:10.1126/science.340.6130.254-b.
52. ↑  Vogelgrippe:H7N9-Patienten können doch andere anstecken. Auf: zeit.de vom 19. April 2013.
53. ↑  Mary J. Pantin-Jackwood et al.: Role of poultry in spread of novel H7N9 influenza virus in China. In: Journal of Virology. Band 88, Nr. 10, 2014, S. 5381–5390, doi:10.1128/JVI.03689-13, Volltext (PDF).
54. ↑  International H7N9 assessment team completes mission to China. (Memento vom 28. April 2013 im Internet Archive). Im Original publiziert auf wpro.who.int vom 24. April 2013.
55. ↑  Human infection with avian influenza A(H7N9) virus – China – 2017 China. WHO, 7. August 2017, abgerufen am 5. April 2022 (englisch).
56. ↑  H7N9 Minhang Familial Cluster Confirmed. Auf: recombinomics.com vom 17. April 2013.
57. ↑  Transcript of media briefing by Dr Michael O'Leary, WHO Representative in China. Situation update on H7N9 in China. (Memento vom 23. April 2013 im Internet Archive). Im Original publiziert auf wpro.who.int vom 19. April 2013.
58. ↑  Xian Qi et al.: Probable person to person transmission of novel avian influenza A (H7N9) virus in Eastern China, 2013: epidemiological investigation. In: BMJ. 2013; 347:f4752, doi:10.1136/bmj.f4752.
First probable person to person transmission of new bird flu virus in China. Auf: eurekalert.org vom 6. August 2013.
59. ↑  Amber Farooqui et al.: Probable Hospital Cluster of H7N9 Influenza Infection. In: The New England Journal of Medicine. Band 374, 2016, S. 596–598, doi:10.1056/NEJMc1505359.
60. ↑  H. Zhu et al.: Infectivity, Transmission, and Pathology of Human H7N9 Influenza in Ferrets and Pigs. In: Science. Band 341, Nr. 6142, 2013 S. 183–186, doi:10.1126/science.1239844.
61. ↑  Debby van Riel, Lonneke M.E. Leijten, Miranda de Graaf, Jurre Y. Siegers, Kirsty R. Short, Monique I.J. Spronken, Eefje J.A. Schrauwen, Ron A.M. Fouchier, Albert D.M.E. Osterhaus, Thijs Kuiken: Novel Avian-Origin Influenza A (H7N9) Virus Attaches to Epithelium in Both Upper and Lower Respiratory Tract of Humans. In: The American Journal of Pathology. Band 183, Nr. 4, 2013, S. 1137–1143, doi:10.1016/j.ajpath.2013.06.011.
62. ↑  Jessica A. Belser et al.: Pathogenesis and transmission of avian influenza A (H7N9) virus in ferrets and mice. In: Nature. Band 501, Nr. 7468, 2013, S. 556–559, doi:10.1038/nature12391.
63. ↑  Mathilde Richard et al.: Limited airborne transmission of H7N9 influenza A virus between ferrets. In: Nature. Band 501, Nr. 7468, 2013, S. 560–563, doi:10.1038/nature12476.
64. ↑  Qianyi Zhang et al.: H7N9 Influenza Viruses Are Transmissible in Ferrets by Respiratory Droplet. In: Science. Band 341, Nr. 6144, 2013, S. 410–414, doi:10.1126/science.1240532.
Can Dangerous Bird Flu Virus Fly Between Humans? (Memento vom 19. August 2013 im Internet Archive). Im Original publiziert auf sciencemag.org vom 18. Juli 2013. (mit Abbildung der Versuchsanordnung)
65. ↑  Xiaoli Xiong et al.: Receptor binding by an H7N9 influenza virus from humans. In: Nature. Band 499, Nr. 7459, 2013, S. 496–499, doi:10.1038/nature12372.
66. ↑  Yi Shi et al.: Structures and Receptor Binding of Hemagglutinins from Human-Infecting H7N9 Influenza Viruses. In: Science. Band 342, Nr. 6155, 2013, S. 243–247 (hier S. 247), doi:10.1126/science.1242917.
67. ↑  David M. Morens, Jeffery K. Taubenberger, Anthony S. Fauci: Pandemic Influenza Viruses — Hoping for the Road Not Taken. In: New England Journal of Medicine. Band 368, Nr. 25, 2013, S. 2345–2348; doi:10.1056/NEJMp1307009, Volltext.
68. ↑  Qiqi Yang, Xiang Zhao et al.: Assessing the role of live poultry trade in community-structured transmission of avian influenza in China. In: PNAS. Online-Vorabveröffentlichung vom 2. März 2020, doi:10.1073/pnas.1906954117.
Avian influenza and live poultry trade in China. Auf: eurekalert.org vom 2. März 2020.
69. ↑  Gesetz für den Schutz vor Masern und zur Stärkung der Impfprävention (Masernschutzgesetz). (PDF) Artikel 1 : Änderung des Infektionsschutzgesetzes. In: BGBl. I S. 148. 13. Februar 2020, abgerufen am 14. März 2020.
70. ↑  Analysis of recent scientific information on avian influenza A(H7N9) virus. (PDF; 224 kB) WHO, 10. Februar 2017, abgerufen am 5. April 2022 (englisch).
71. ↑  Human infection with avian influenza A(H7N9) virus – China. (Memento vom 22. Februar 2017 im Internet Archive). Im Original publiziert auf who.int vom 20. Februar 2017.
72. ↑  Experten für striktere Regeln zur Eindämmung der Vogelgrippe H7N9. China Radio International (CRI) vom 28. Januar 2014.
73. ↑  Taiwan man contracts H7N9 bird flu, first outside mainland China. (Memento vom 27. April 2013 im Internet Archive) Meldung der Agentur Reuters vom 24. April 2013.
Vogelgrippe-Virus erstmals in Taiwan nachgewiesen. Auf: krone.at vom 24. April 2013.
74. ↑  Some Asian governments tighten airport controls on bird flu fears. (Memento vom 16. Juli 2015 im Internet Archive) Agentur Reuters vom 25. April 2013.
75. ↑  Human infection with avian influenza A(H7N9) virus – update. (Memento vom 24. Februar 2014 im Internet Archive). Im Original publiziert auf who.int vom 17. Februar 2014.
76. ↑  Vogelgrippe: Mediziner rätseln über aggressives H7N9-Virus. Auf: spiegel.de vom 22. April 2013.
77. ↑  Neues Virus breitet sich leichter auf Menschen aus. Auf: welt.de vom 24. April 2013.
78. ↑  Transcript of press conference in Beijing. The China-WHO joint mission on H7N9 assessment. (Memento vom 2. November 2013 im Internet Archive). Im Original publiziert auf wpro.who.int vom 24. April 2013.
79. ↑  H7N9 Is an 'Unusually Dangerous Virus,' International Group of Experts Concludes. Auf: sciencemag.org vom 24. April 2013.
80. ↑  „Because H7N9 virus infections have not occurred in humans before, it is expected that persons of all ages might be susceptible worldwide.“ Timothy M. Uyeki und Nancy J. Cox: Global Concerns Regarding Novel Influenza A (H7N9) Virus Infections. In: New England Journal of Medicine. Band 368, 2013, S. 1862–1864, doi:10.1056/NEJMp1304661.
81. ↑  Jianfang Zhou et al.: Biological features of novel avian influenza A (H7N9) virus. In: Nature. Band 499, Nr. 7459, 2013, S. 500–503, doi:10.1038/nature12379.
82. ↑  MLR BW Allgemeinverordnung auf der Grundlage der Artikel 269 Absatz 1, abgerufen am 25. Januar 2023
83. ↑  Frequently Asked Questions on human infection caused by the avian influenza A(H7N9) virus. (Memento vom 14. April 2013 im Internet Archive). Im Original publiziert auf who.int vom 14. Februar 2017.
84. ↑  Background and summary of human infection with avian influenza A(H7N9) virus – as of 31 January 2014. Auf: who.int vom 31. Januar 2014.
85. ↑  Vaccine response to the avian influenza A(H7N9) outbreak – step 1: development and distribution of candidate vaccine viruses. (PDF; 103 kB) Aufruf der WHO vom 2. Mai 2013.
86. ↑  Debora MacKenzie: US invokes emergency act to keep H7N9 flu at bay. In: New Scientist. Band 216, Nr. 2916, 2013, S. 11, Volltext.
Michael T. Osterholm et al.: Major Challenges in Providing an Effective and Timely Pandemic Vaccine for Influenza A(H7N9). In: Journal of the American Medical Association. Band 309, Nr. 24, 2013, S. 2557–2558, doi:10.1001/jama.2013.6589.
87. ↑  Medical Devices and Flu Emergencies – 2013 H7N9 Influenza Emergency Use Authorization (Potential Emergency). (Memento vom 9. Mai 2013 im Internet Archive). Im Original publiziert auf fda.gov vom 19. April 2013.
 Determination of a Significant Potential for a Public Health Emergency and Declaration that Circumstances Exist Justifying an Authorization Pursuant to Section 564 of the Federal Food, Drug, and Cosmetic Act, 21 U.S.C. § 360bbb-3(b). U.S. Department of Health and Human Services, Notfallverordnung vom 19. April 2013.
88. ↑  Ron A. M. Fouchier et al.: Gain-of-Function Experiments on H7N9. In: Science. Band 341, Nr. 6146, 2013, S. 612–613, doi:10.1126/science.1243325.
89. ↑  H7N9: Forscher wollen neues Pandemie-Virus züchten. Auf: aerztezeitung.de vom 8. August 2013.
Experimente mit H7N9: Gefahr aus dem Labor. Auf: faz.net vom 7. August 2013.
90. ↑  David Malakoff: Critics Skeptical as Flu Scientists Argue for Controversial H7N9 Studies. In: Science. Band 341, Nr. 6146, 2013, S. 601, doi:10.1126/science.341.6146.601.
Researchers React to Controversial H7N9 Research Proposal. Auf: sciencemag.org vom 7. August 2013.
91. ↑  Harold Jaffe et al.: Extra Oversight for H7N9 Experiments. In: Science. Band 341, Nr. 6147, 2013, S. 713–714, doi:10.1126/science.1244158.
92. ↑  Yunwen Hu et al.: Association between adverse clinical outcome in human disease caused by novel influenza A H7N9 virus and sustained viral shedding and emergence of antiviral resistance. In: The Lancet. Band 381, Nr. 9885, 2013, S. 2273–2279, doi:10.1016/S0140-6736(13)61125-3.
Debora MacKenzie: Desperately seeking the source of H7N9 bird flu. In: New Scientist. Band 218, Nr. 2915, 2013, S. 14.
93. ↑   Masaki Imai, Tokiko Watanabe, Maki Kiso et al.: A Highly Pathogenic Avian H7N9 Influenza Virus Isolated from A Human Is Lethal in Some Ferrets Infected via Respiratory Droplet. In: Cell Host & Microbe. Band 22, Nr. 5, November 2017, S. P615–626.e8, doi:10.1016/j.chom.2017.09.008.